# Arbeitsgemeinschaft für Arbeit
Die Arbeitsgemeinschaft für Arbeit (kurz AfA; bis 2022 Arbeitsgemeinschaft für Arbeitnehmerfragen) ist eine der größten Arbeitsgemeinschaften innerhalb der Sozialdemokratischen Partei Deutschlands.
Die Gründung initiierte der damalige Vorsitzende der SPD-Bundestagsfraktion Herbert Wehner im Jahr 1973, um den Interessen der Arbeitnehmer in der großen Volkspartei SPD wieder ein schärferes Profil zu verleihen und setzte die Arbeit der SPD-Betriebsgruppen mit ihren Betriebszeitungen und Betriebsvertrauensleuten fort, die es seit 1920 gibt. Von Wehner stammt das Zitat, dass die Arbeitsgemeinschaft für Arbeitnehmerfragen „lebenswichtiges Organ der SPD, gleichzeitig Auge, Ohr und Herzkammer der Partei“ sei. Mit ihrer Gründung sollte auch ein Gegenpol zu den linken Jusos geschaffen werden, die sich in hohem Maße mit sozialistischer Theorie befassten.
Die AfA gehört heute selbst zum linken Flügel der Partei und ist besonders gewerkschaftsnah. Sie versteht sich als „Scharnier“ zwischen Gewerkschaften und SPD und versucht ihren Standpunkt durch inner- und außerparteiliche Diskussionen zur Geltung zu bringen. In der AfA engagieren sich politisch interessierte Arbeitnehmer, aktive Gewerkschafter, Betriebs- und Personalräte, Jugend- und Auszubildendenvertreter, gewerkschaftliche Vertrauensleute und Vertreter sozialpolitischer Interessenorganisationen, aber auch Nicht-SPD-Mitglieder. Ihr gemeinsames Ziel ist die Schaffung existenzsichernder und sozial abgesicherter Arbeitsplätze, die Errungenschaften des Sozialstaates zu sichern und sich den Herausforderungen in Wirtschaft und Arbeitswelt zu stellen.
Die Hauptziele sind Arbeit und soziale Gerechtigkeit. Im Einzelnen: Abbau der Massenarbeitslosigkeit, Schaffung neuer, innovativer, sozial abgesicherter und ökologisch verträglicher Arbeits- und Ausbildungsplätze, Beibehaltung des Kündigungsschutzes, solidarisch finanzierte Sozialsysteme, Sicherung der beruflichen Erstausbildung, Sicherung der Tarifautonomie, Einführung von Mindestlöhnen, Verhinderung von Lohndumping, Stopp der illegalen Beschäftigung, zügige Angleichung der Lebensverhältnisse von Ost und West und ein Europa für Arbeitnehmer.

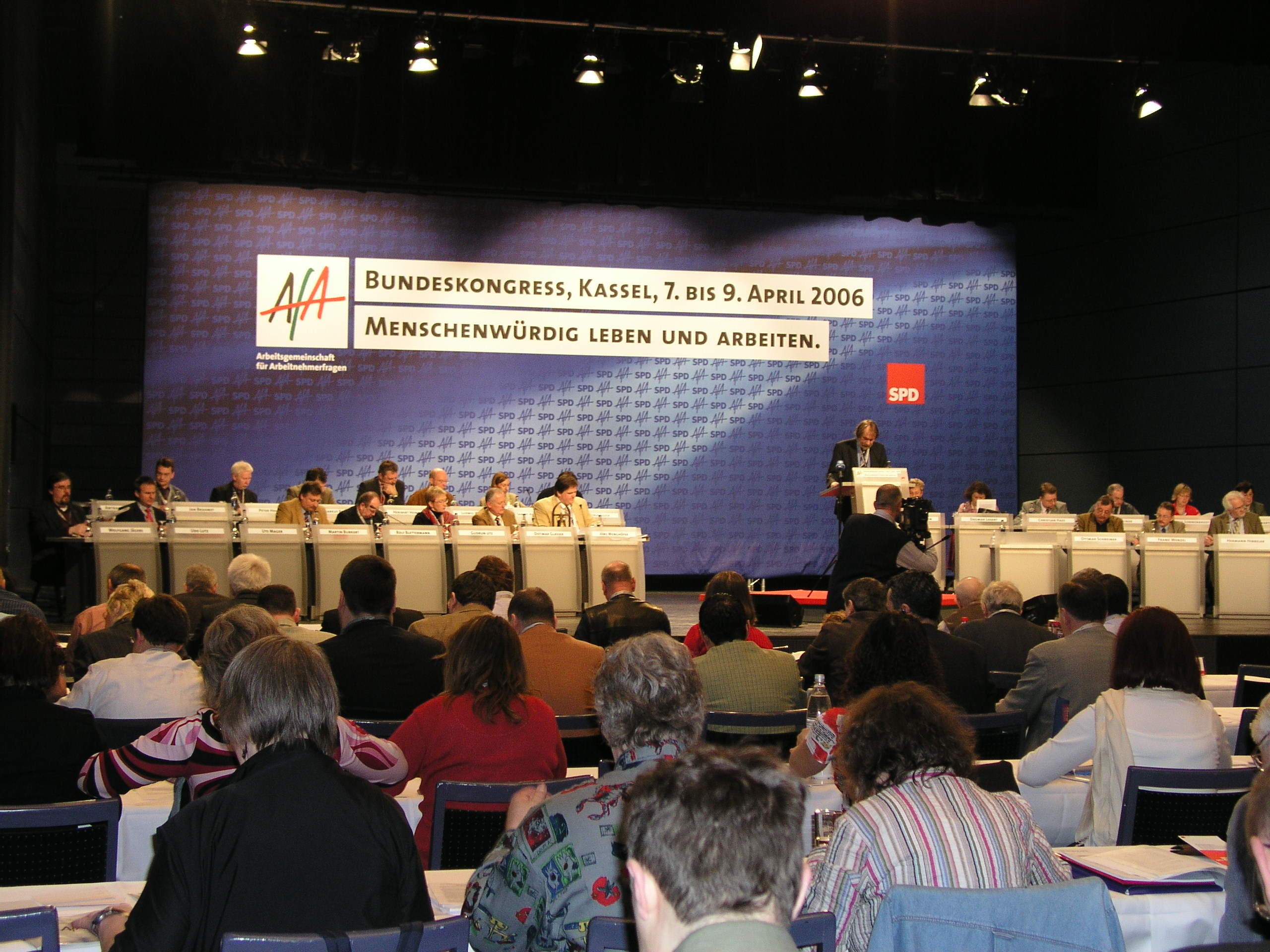
AfA-Bundeskonferenz 2006

Die Aufbauorganisation besteht aus Kreisverbänden (bzw. Unterbezirken), Landesverbänden und dem Bundesverband. Daneben gibt es vereinzelt Gruppen in Unternehmen oder für ganze Branchen, sei es bei Post und Bahn, der Chemie- und Metallindustrie oder im Dienstleistungsbereich. Laut dem Statut der SPD finden alle zwei Jahre entsprechende Delegiertenkonferenzen mit Vorstandswahlen statt. Die letzte ordentliche Bundeskonferenz fand vom 4. bis 5. Mai 2024 in Berlin statt.
Vorsitzende des auf der Bundeskonferenz 2024 gewählten Bundesvorstands ist Cansel Kiziltepe. Ihre Stellvertreter sind Ronja Endres, Michael Jung, Erik von Malottki und Matthias Diesterheft. Ehrenmitglied ist Klaus Barthel. Bis zu seinem Tode war Rudolf Dreßler ebenfalls Ehrenmitglied.
Von 1973 bis 1984 war Helmut Rohde Bundesvorsitzender, von 1984 bis 2000 Rudolf Dreßler, von 2000 bis 2012 Ottmar Schreiner, von 2012 bis 2022 Klaus Barthel und seit 2022 ist es Cansel Kiziltepe.